# Шлыгин, Евгений Дмитриевич
Евгений Дмитриевич Шлыгин (1899—1980) — советский геолог, академик АН КазССР (1972).

## Биография
В 1927 г. окончил Уральский политехнический институт.
- 1927—1929 ассистент кафедры геологии Ленинградского горного института
- 1929—1935 геолог, начальник партии Геолкома ЦИНИГРИ. Открыл Куысбекское месторождение золота в 1930 году.
- 1935—1937 начальник партии Казгеолтреста (одновременно преподавал в Семипалатинском геологоразведочном техникуме)
- 1937—1980 заведующий кафедрой геологии Казахского горно-металлургического института, затем Казахского политехнического института
- 1939—1980 старший научный сотрудник Института геологических наук АН КазССР.

Доктор геолого-минералогических наук (1947), профессор (1938).
Академик АН КазССР (1972), заслуженный деятель науки и техники КазССР (1945).
Награждён двумя орденами Трудового Красного Знамени, орденом Красной Звезды, медалями, Грамотой Верховного Совета КазССР.
За открытие месторождения вольфрама «Баян» награждён Дипломом и нагрудным знаком «Первооткрыватель месторождения Республики Казахстан».
Скончался в 1980 году, похоронен на Центральном кладбище Алматы.

## Основные работы
- Краткий курс геологии СССР. Учебное пособие. 1958.
- Железные руды Северного Казахстана. — Алма-Ата, 1953.
- Геологическое строение восточной части Северного Казахстана. — Алма-Ата, 1967.